# ماكلارين إم بي 4-22
ماكلارين إم بي 4 - 22 هي سيارة سباقات فورمولا 1 تم العمل على مشروع تصميمها وتصنيعها من قبل فريق فودافون ماكلارين مرسيدس بهدف دخول المنافسة بقوة في منافسات بطولة العالم للفورمولا 1 لعام 2007 . تم تصميم الهيكل من قبل بادي لوي، ونيل أوتلي، وبات فراي، ومايك كوغلان، وسيمون لاسي، مع تصميم ماريو إلين لمحرك مرسيدس بنز حسب الطلب. جاء الظهور الأول للسيارة الواعدة عبر حلبة فالنسيا في إسبانيا في 15 يناير 2007،  وكان يقودها مرتين بطل العالم فرناندو ألونسو والواحد لأول مرة لويس هاميلتون.
برهنت السيارة على أنها واحدة من أكثر السيارات المرشحة للفوز في منافسات هذا الموسم، حيث حقق كل من ألونسو وهاملتون أربعة انتصارات. ومع ذلك، أدى التنافس الشرس بين السائقين، جنبًا إلى جنب مع الجدل التجسسي للفورمولا واحد لعام 2007، إلى خسارة الفريق في كلتا البطولتين في سكوديريا فيراري مارلبورو.

## تطوير
بحب التصميم الفلسفي للسيارة الجديدة، يقول الفريق إن السيارة تتميز «ببعض المفاهيم الهندسية المتقدمة» و «حلول ديناميكية هوائية جديدة».
في 17 كانون الثاني (يناير) 2007، كان فرناندو الونسو قد انتهى من اختبار الابتزاز في حلبة ريكاردو تورمو في فالنسيا، مسجلاً أسرع وقت لفة 1: 12.050.
عند الاختبار في كاتالونيا في 1 مايو 2007، قام بيدرو دي لا روزا باختبار السيارة بتصميم جناح أمامي جديد فريد من نوعه سيشهد استخدامًا مكثفًا طوال الفترة المتبقية من الموسم. تميزت بجناح رقيق من ألياف الكربون يمتد من أعلى كل لوحة نهائية، متجاوزًا nosecone من خلال التقوس فوقه. جاء الظهور الأول لهذا الجناحة الجديد من خلال منافسات سباق الجائزة الكبرى الإسباني. قيل أن الجناح الجديد يمتاز بصفات فوق المطلوب من خلال سباق الجائزة الكبرى الإيطالي لعام 2007 وتحديدا السرعة القصوى والأدنى في المتطلبات.

## موسم 2007
برهنت السيارة أن قدرتها على المنافسة وتحقيق الانجازات أكبر بكثير من سابقتها التي تم تصميمها بنفس الشكل تقريبا، وسجل ماكلارين ثمانية انتصارات، وهو انجاز كبير للغاية إذا ما قارناه بموسم 2006 الذي فشل فيه ماكلارين من تحقيق أي انتصار عكس ما كان منتظرا في مكاتب المراهنات الرياضية. برهنت السيارة أيضا في ذات الموسم على أنها أكثر سيارات السباقات أحقية بالثقة والدعم في منافسات الموسم، مع عدم وجود تقاعد ميكانيكي في أي سباق، وواحدة من أسرع سيارتين في الميدان. كانت حزمة القوة السفلية المنخفضة لـ السيارة تنافسية للغاية. سجل ماكلارين، من خلال السيارة المطورة التي يعتمدون عليها، العديد من نقاط الفريق من خلال منافسات النصف الأول من عام 2007 كما فعلوا خلال العام بأكمله في عام 2006. لكن موسم الفريق شابه منافسة شرسة بين سائقي الفريق هاميلتون وألونسو، بالإضافة إلى خلاف بين ألونسو وإدارة الفريق. ساهم هذا في خسارة كلا السائقين للبطولة في نهاية المطاف بفارق ضئيل بلغ نقطة واحدة أمام كيمي رايكونن سائق فيراري، على الرغم من قيادته للبطولة لمعظم الموسم. قاد مكلارين بطولة الصانعين من بداية الموسم حتى سباق الجائزة الكبرى الإيطالي، وبعد ذلك تم استبعادهم من البطولة بسبب مزاعم أن السيارة استخدمت البيانات التي تم الحصول عليها من المنافسين فيراري. أدى هذا إلى فشل السيارة في الفوز بأي من البطولتين على الرغم من قدرتها التنافسية.
تمكن سائقو ماكلارين من قطع مسافة فاقت ال 5,340 كيلومترًا من السباق في موسم 2007، 45٪ كان يحتلون صدارة السباقات. أكملت السيارة أيضًا اختبار 27150 كيلومترًا؛ أكمل فرناندو ألونسو ولويس هاميلتون وبيدرو دي لا روزا وجاري بافيت وجيمي جرين 8277 كم، 7714 كم، 8,277 كم، 2842 كم و 28 كم على التوالي.
نجح ماكلارين إم بي ٤-٢٣ في حل السيارة .

## صالة عرض

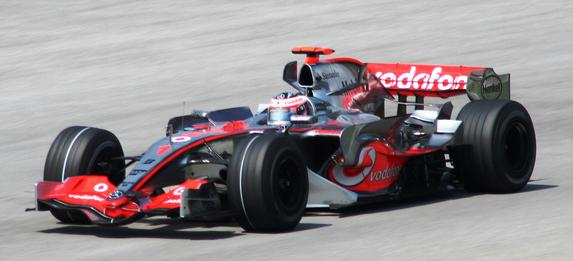
فازت السيارة بسباقها الثاني على يد فرناندو ألونسو .
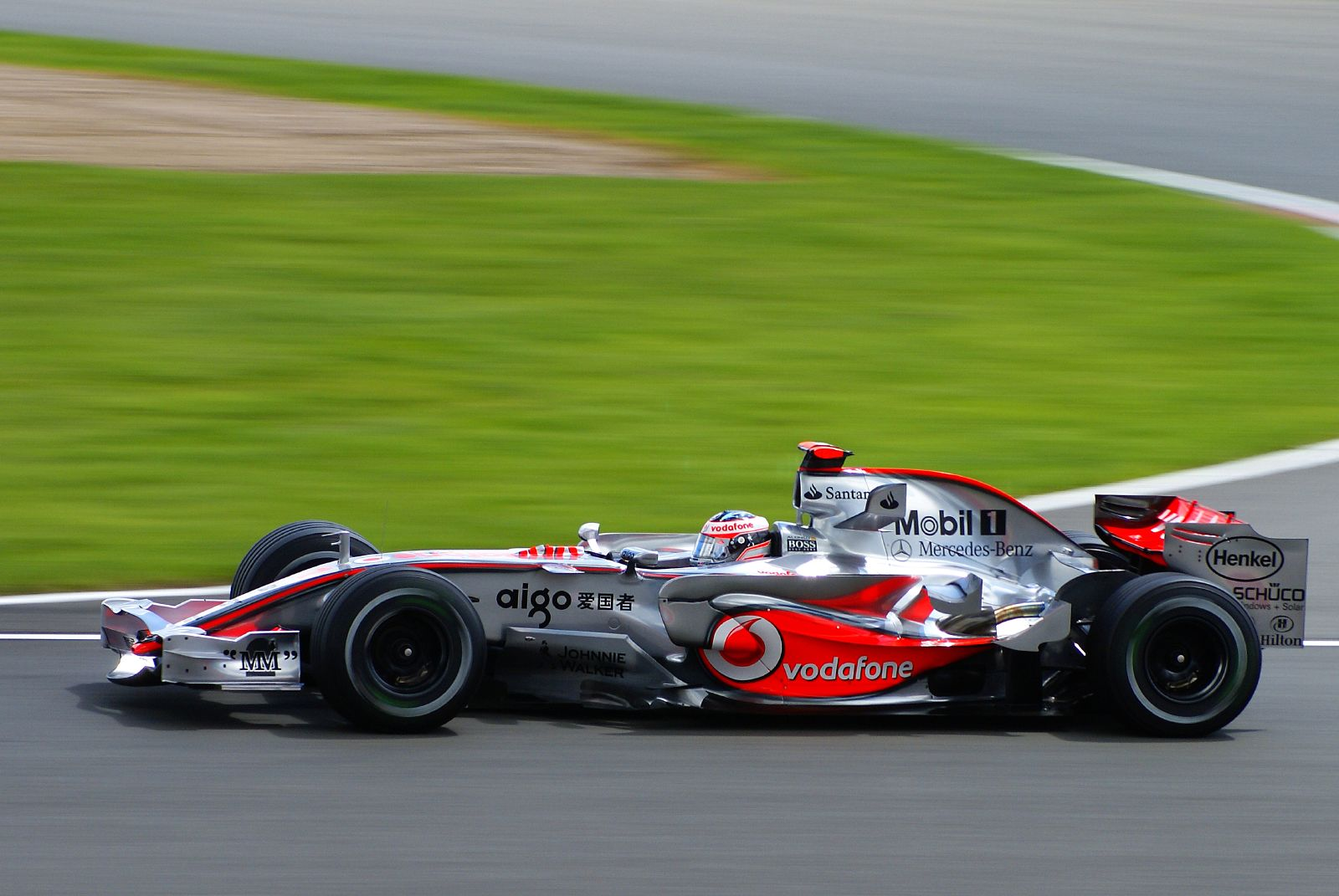
ألونسو يقود سيارة السيارة في سباق الجائزة الكبرى البريطاني لعام 2007 .
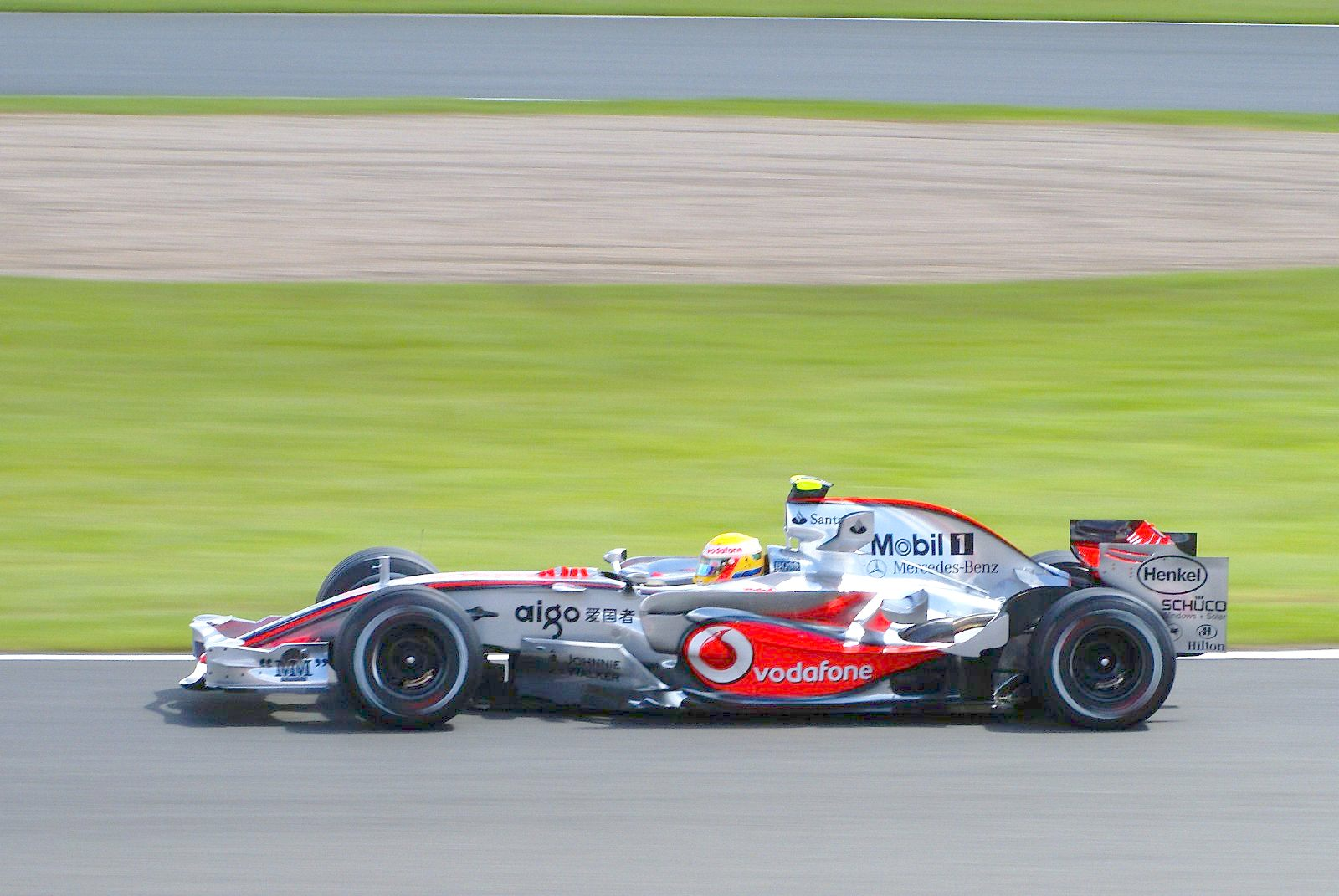
هاميلتون يقود سيارة السيارة في سباق الجائزة الكبرى البريطاني.

## نتائج فورمولا 1
(مفتاح) (النتائج بالخط العريض تشير إلى موضع القطب؛ النتائج بخط مائل تشير إلى اللفة التي سجلت أعلى معدل سرعة)
| سنة  | فريق                    | محرك                  | الإطارات | السائق          | 1        | 2       | 3       | 4       | 5   | 6    | 7                | 8     | 9        | 10      | 11    | 12    | 13      | 14     | 15          | 16          | 17       | نقاط    | بطولة العالم للصانعين |
| ---- | ----------------------- | --------------------- | -------- | --------------- | -------- | ------- | ------- | ------- | --- | ---- | ---------------- | ----- | -------- | ------- | ----- | ----- | ------- | ------ | ----------- | ----------- | -------- | ------- | --------------------- |
| 2007 | فودافون ماكلارين مرسيدس | مرسيدس FO 108T 2.4 V8 | B        |                 | أستراليا | ماليزيا | البحرين | إسبانيا | MON | كندا | الولايات المتحدة | فرنسا | بريطانيا | ألمانيا | المجر | تركيا | إيطاليا | بلجيكا | اليابان     | الصين       | البرازيل | مستبعد‡ | جرد*                  |
| 2007 | فودافون ماكلارين مرسيدس | مرسيدس FO 108T 2.4 V8 | B        | فيرناندو ألونسو | 2        | 1       | 5       | 3       | 1   | 7    | 2                | 7     | 2        | 1       | 4     | 3     | 1       | 3      | لم يلعب بها | 2           | 3        | مستبعد‡ | جرد*                  |
| 2007 | فودافون ماكلارين مرسيدس | مرسيدس FO 108T 2.4 V8 | B        | لويس هاملتون    | 3        | 2       | 2       | 2       | 2   | 1    | 1                | 3     | 3        | 9       | 1     | 5     | 2       | 4      | 1           | لم يلعب بها | 7        | مستبعد‡ | جرد*                  |

* جرد فريق مكلارين من كل النقاط التي حققها في بطولة العالم للصانعين بسبب الجدل المتعلق بالتجسس عام 2007 .